# NGC 6615
NGC 6615 је спирална галаксија у сазвежђу Змијоноша која се налази на NGC листи објеката дубоког неба.
Деклинација објекта је + 13° 15' 55" а ректасцензија 18h 18m 33,4s. Привидна величина (магнитуда) објекта NGC 6615 износи 13,4 а фотографска магнитуда 14,3. NGC 6615 је још познат и под ознакама UGC 11196, MCG 2-46-13, CGCG 84-34, PGC 61713.